# 長谷川コッペ
長谷川 コッペ（はせがわ コッペ、女性、4月23日 - ）は日本の歌手、タレント、ラジオパーソナリティ。
旧芸名・長谷川よしみ、本名・長谷川 芳美（はせがわ よしみ）。他名義はコッペ・ミラー（Coppe Millor）。現在COPPE'の名前でアメリカで活動中。

## 来歴・人物
子供の頃から作曲を始める。バークリー音楽大学を目指していたという。1967年6月、フジテレビの『日清ちびっこのどじまん』で自身が作詞作曲した「かわいい風船」を歌い優勝する。翌1968年、13歳にして自身が作曲したオリジナル楽曲「ペケのうた」でレコードデビューし、第10回日本レコード大賞の童謡賞を受賞。この曲は、当時習っていた作曲、和声の宿題の中から出来たとのことで、これがきっかけで「天才少女現る」などとマスコミなど周囲に騒がれ、この曲も、同じく当時ヒットしていた『ゲゲゲの鬼太郎』の主題歌の売り上げを追い越したという。この時期、藤家虹二に師事した。その当時の音楽の先生に勧められ、NHKの英会話番組に出演し始め、本格的に芸能界入りする。その年にNHK総合テレビジョンの「歌はともだち」にレギュラー出演している。成城大学文芸学部芸術学科卒業。
その後は芸名を本名の「よしみ」から「コッペ」に改めた上でバラエティータレント及びラジオパーソナリティ、音楽コメンテーター・インタビュアーなどとしての活動をはじめ、テレビでは「おはよう!こどもショー」や「ぎんざNOW!」、「時間ですよ！昭和元年」、「ポッパーズMTV」、ラジオでは「オールナイトニッポン」などのレギュラーを勤めた後、ハワイに渡り、ラジオ局KIKI AM 83のDJとして活動。
1995年にアリゾナで自身のレーベルmango＋sweetriceを立ち上げ、COPPE'の名義で10作以上のアルバムを発表している。
バイリンガルタレントとしても知られ、アグネス・ラムの通訳を務めていたことがある。
ミッキーマウスなどディズニーのキャラクターが好きで、ディズニーグッズ収集が趣味でもあり、「ミッキーマウスクラブ」の名誉会員でもある。

## 出演

### テレビ
- 歌はともだち（NHK総合テレビジョン）
- その人は今…（1976年、NHK総合テレビジョン） - 加代 役
- Let's Enjoy English（NHK教育テレビジョン）
- おはよう!こどもショー（日本テレビ）
- ぎんざNOW!（TBS）
- 時間ですよ！昭和元年（1974年、TBS）- かまやつひろしの妹役で「サンキュー」という役[要出典]。
- さくらの唄（1976年、TBS） - ユメ子 役
- ポッパーズMTV（TBS）

### ラジオ
- Music in Music（TBSラジオ）
- ポップスエクスプレス（TBSラジオ）
- AXIA STUDIO ONE（TBSラジオ）- 1985年5月11日 - 10月5日（土曜日深夜25:00 - 27:00 ＝ 日曜日1:00 - 3:00）全22回。特製ブース内でDJ担当。関根勤、堀敏彦、キューティーズ、ダンサーズらと共演。放送日の夕方にTBS第1スタジオにて収録。富士フイルム AXIA 一社提供。ゲスト：斉藤由貴、他
- コッペのオールナイトニッポン（ニッポン放送）- 1978年4月 - 1979年3月、水曜2部（水曜日深夜27:00 - 29:00 ＝ 木曜日未明3:00 - 5:00）水曜1部タモリのオールナイトニッポン直後に放送。タモリはコッペの能力の高さを早くから見抜きラジオ出演時に話題にするなど2022年現在も交流をもつ。
- コッペのオールナイトニッポンR（ニッポン放送）- 2010年6月4日
- 行け行けコッペ!! アメリカ横断ドンドン急行（ニッポン放送）
- コッペの青春あたっく（RFラジオ日本）
- カウント・ダウン・アメリカ（RFラジオ日本）
- AJI FM SUPER MIXTURE〜ワールド・ヒット・チャート〜（FM東京）
- SHAKEY'S PIZAZZ WITH COPPE（FM横浜）- 放送時スタジオ設備のあるコッペの自宅から放送していた[1]。
- KIKI AM 83（英語版）（ハワイラジオ局）

## ディスコグラフィー
- ペケのうた[注 3] / やきいもさん（1968年5月1日、キングレコード、BS(H)-2004。「長谷川よしみ」名義）
  - A面は作詞：名村宏、B面は作詞：小堀愛子。作曲は両面とも長谷川本人。
- 雨だれさん / 菜の花と女の子（1969年 キングレコード、BS(H)-2011。「長谷川よしみ」名義）
  - A面は作詞：宅見愛子、作曲は長谷川本人、Ｂ面は作詞：上田俤子、作曲：藤家虹二。
- 親友ってどんなやつ / ひとり歩く私（1969年 キングレコード、BS(H)-2013。「長谷川よしみ」名義）
  - A面・B面共に作詞：名村宏、作曲は長谷川本人。シングルレコードのジャケットには「ちびっこソング」との記載がある。